# Castillo de Turku
El Castillo de Turku (en sueco, Åbo slott, en finlandés, Turun linna), que data de 1280 aproximadamente, es un monumento histórico localizado en la ciudad de Turku, Finlandia.
Durante los siglos siguientes, pasó de ser una modesta fortaleza militar a un enorme castillo de piedra gris, cuyos sólidos muros han sido testigos de muchos eventos de la historia nórdica.
El auge del castillo tuvo lugar a mediados del siglo XVI, durante el reinado del rey Juan III de Suecia, que a la vez era Duque de Finlandia. En esa época fue cuando se construyeron el Piso del Renacimiento y el Salón del Rey y la Reina, junto con otras incorporaciones.
El castillo fue el centro de la provincia histórica de Finlandia Genuina y el centro administrativo de toda Finlandia.
El castillo fue dañado por la Fuerza Aérea Soviética durante los comienzos de la Guerra de Continuación.

## Legado
El castillo es símbolo de la marca de mostaza más popular de Finlandia, llamada Turun sinappi (Mostaza de Turku). La marca fue objeto de una controversia menor por haber sido comprada por un empresario sueco, que trasladó la producción a Suecia. Hoy en día, la mostaza hecha en Turku es llamada Auran sinappi (Mostaza del río Aura).